# Robert Stam
Robert Stam é um professor universitário na Universidade de Nova York. É autor, coautor e editor de cerca de dezessete livros sobre cinema e teoria cultural, cinema francês, cinema brasileiro, raça comparada e estudos pós-coloniais. Suas obras foram traduzidas para mais de quinze línguas, incluindo o português. Como professor, Stam já lecionou na França, na Tunísia, no Brasil e na Alemanha.
Stam estudou na Universidade de Oxford, na Inglaterra, e nas francesas Sorbonne e Paris-VIII. Ele recebeu seu Master of Arts pela Universidade de Indiana, e realizou sua doutorado na Universidade da Califórnia, em Berkeley. Por seus trabalhos, Robert Stam recebeu fellowships de Guggenheim (1986), Rockefeller e Fulbright. Em 2015, Stam  recebeu também o Prêmio Jim Welsh de Excelência em Estudos de Adaptação por seu trabalho acadêmico sobre adaptações cinematográficas e televisivas de literatura.